# Konevets
Konevets (bulgariska: Коневец) är ett distrikt i Bulgarien.   Det ligger i kommunen obsjtina Tundzja och regionen Jambol, i den östra delen av landet, 270 km öster om huvudstaden Sofia.
Trakten runt Konevets består till största delen av jordbruksmark. Runt Konevets är det ganska glesbefolkat, med 26 invånare per kvadratkilometer.